# Čatní

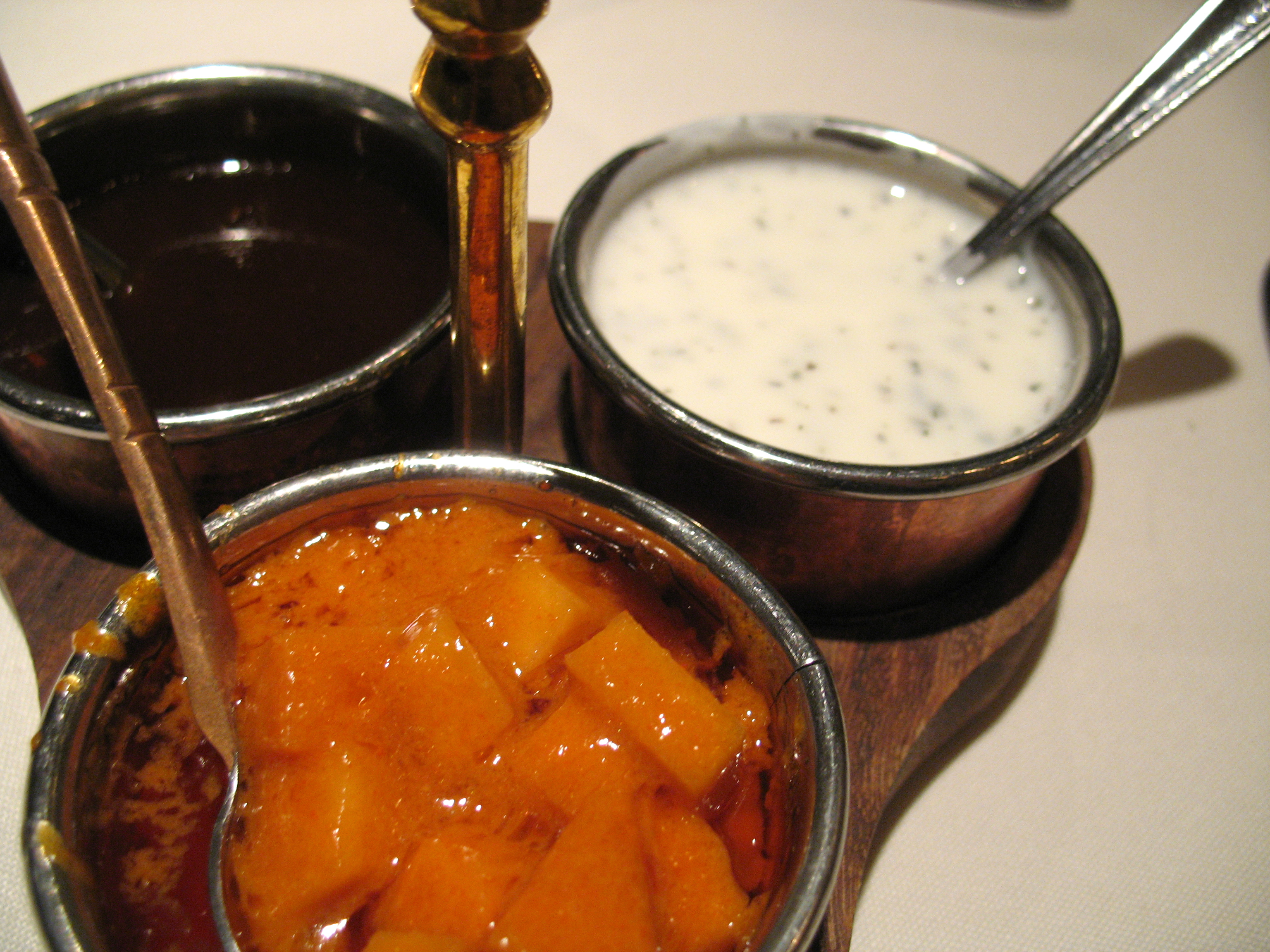
Různé druhy čatní

Čatní, též čatný, (původně hindsky चटनी, anglicky chutney) je tradiční pochutina indické kuchyně, dochucující základní jídlo. Ostré čatní dobře doplňuje fádní pokrm a jasnou barvou zdobí stůl.
Čatní je souhrnný název pro mnoho druhů hustých omáček, připravovaných z rozličných surovin jako ovoce, zelenina, rozinky, česnek, cibule, hořčice, ocet a dalšího množství přísad (včetně mravenců nebo larev). Používá se k dochucení jídel z masa i vegetariánských. Má široké spektrum chutí, od ostré, pikantní po lahodnou, více sladkou. Na Západě je dostupné v hotové formě, prodávané ve skleničkách, v Indii se připravuje většinou čerstvé, často ze sezónních plodin.
Příprava je časově značně náročná, neboť jednotlivé komponenty je nutno vařit tak dlouho, dokud nejsou zcela rozvařené; poté se smíchají v pastu či omáčku.
K tomu, aby se zvýraznila a odstínila chuť základního pokrmu, stačí přidat jednu – dvě lžičky čatní, které se podává v malých mističkách nebo se klade na talíř spolu s rýží. Čatní povzbuzuje chuť a stimuluje zažívání.